# Mięsień odwodziciel palucha

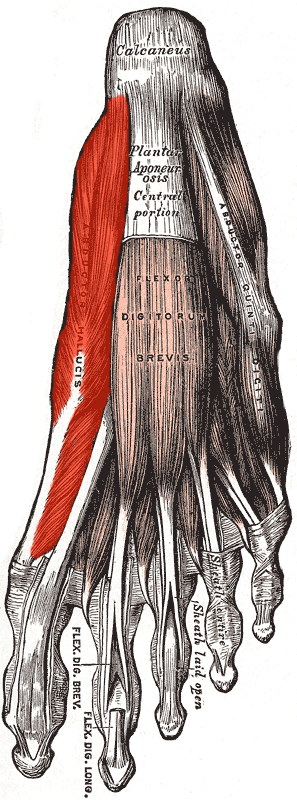
Mięsień odwodziciel palucha oznaczony na czerwono

Mięsień odwodziciel palucha (łac. musculus abductor hallucis) – w anatomii człowieka mięsień stopy należący do mięśni wyniosłości przyśrodkowej, leżący w warstwie pierwszej (najbardziej powierzchownej) mięśni podeszwy. Jest najsilniejszym z krótkich mięśni stopy, w głównej mierze tworzącym przyśrodkową wyniosłość tkanek miękkich podeszwy. Przyczep początkowy ma po przyśrodkowej stronie guza piętowego, na rozcięgnie podeszwowym, blaszce powierzchownej troczka zginaczy, guzowatości kości łódkowatej i podeszwowej powierzchni kości klinowatej przyśrodkowej. Biegnie nad kanałem kostki przyśrodkowej, po bocznej stronie sąsiaduje z mięśniem zginaczem krótkim palucha i częściowo się z nim zrasta. Brzusiec przechodzi w krótkie, silne, płaskie ścięgno, kończące się na przyśrodkowej stronie podstawy paliczka bliższego palucha i trzeszczce przyśrodkowej należącej do ścięgna mięśnia zginacza krótkiego palucha. Czasem część ścięgna dochodzi do palca II.
Unaczyniony jest przez tętnicę podeszwową przyśrodkową, a unerwiony przez nerw podeszwowy przyśrodkowy (L5, S1–3).
Mięsień ten odwodzi i zgina paluch w stawie śródstopno-paliczkowym. Poza tym wzmacnia przyśrodkową część sklepienia stopy.